# Синантропные мухи
Синантро́пные мухи — мухи, экологически связанные с поселениями людей. Они представляют наибольшую опасность для здоровья человека и домашних животных.
К синантропным мухам относятся, в первую очередь, представители следующих семейств: Muscidae — настоящие мухи, Calliphoridae — синие или зелёные мясные мухи, Sarcophagidae — серые мясные мухи, Piophilidae — сырные мухи, Drosophilidae — дрозофилы, плодовые мушки, Hippoboscidae — кровососки, а также представители трёх семейств оводов: Желудочные овода (сем. Gasterophilidae), Подкожные овода (сем. Hypodermatidae) и Полостные овода (сем. Oestridae).

## Медицинское значение
Мухи, нападая на человека с целью питания кровью или выделениями ран, слизистых оболочек и потовых желез, сильно досаждают и взрослым, и детям.
С эпидемиологической точки зрения роль мух особенно велика в распространении кишечных и глазных инфекций. Соприкасаясь с фекалиями больных людей, мухи получают возбудителей дизентерии, брюшного тифа, холеры, кариеса зубов, а также цисты простейших и яйца гельминтов. Возбудители этих болезней сохраняются на теле насекомых в течение нескольких суток, Они не теряют вирулентность и в кишечнике мух, Пройдя в вирулентном состоянии через пищеварительную систему, возбудители вместе с отрыжкой и фекалиями мух попадают на пищу человека и  предметы домашнего обихода.  Мухи  могут быть причастны к передаче пищевых токсикоинфекций. Возбудителей этих заболеваний они получают, питаясь на трупах животных и мясе, хранящемся с нарушением санитарных правил.
Инфекционные конъюнктивиты и трахому (глазные болезни) мухи распространяют, питаясь выделениями из глаз больного человека, а затем контактируя с глазами здорового.
Несомненно значение мух в передаче вируса полиомиелита. Не исключена их роль в распространении туберкулёза, а также аденовирусных инфекций.
Кровососущие мухи могут быть механическими переносчиками сибирской язвы, стафилококковых инфекций. Личинки некоторых видов мух вызывают тканевые или полостные миазы.

## Экология синантропных мух
Синантропных мух по месту их обитания в населённых пунктах разделяют на эндофилов, полуэндофилов, факультативных эндофилов и экзофилов.
Эндофильные виды во взрослом состоянии всю жизнь проводят в жилье людей или помещениях для скота. Типичный представитель эндофилов — Musca domestica L.
Полуэндофилы обитают как в помещениях, так и на открытом воздухе. К этой группе относятся Muscina stabulans Flln. и Calliphora uralensis Vill.
Факультативные эндофилы практически все время проводят вне помещений и залетают туда только на очень привлекательные запахи. В качестве примера можно привести Lucilia illustris Mg. и Protophormia terraenovae R.-D.
Экзофилы, например, Bellieria melanura Mg., в помещения вообще не залетают, проводя всё время на открытом воздухе. Взрослые мухи обычно садятся на наружные стены строений, уборных, мусорных ящиков, растения. В разных климатических зонах степень эндофильности одного и того же вида может меняться.

## Меры защиты

### Методы отпугивания мух

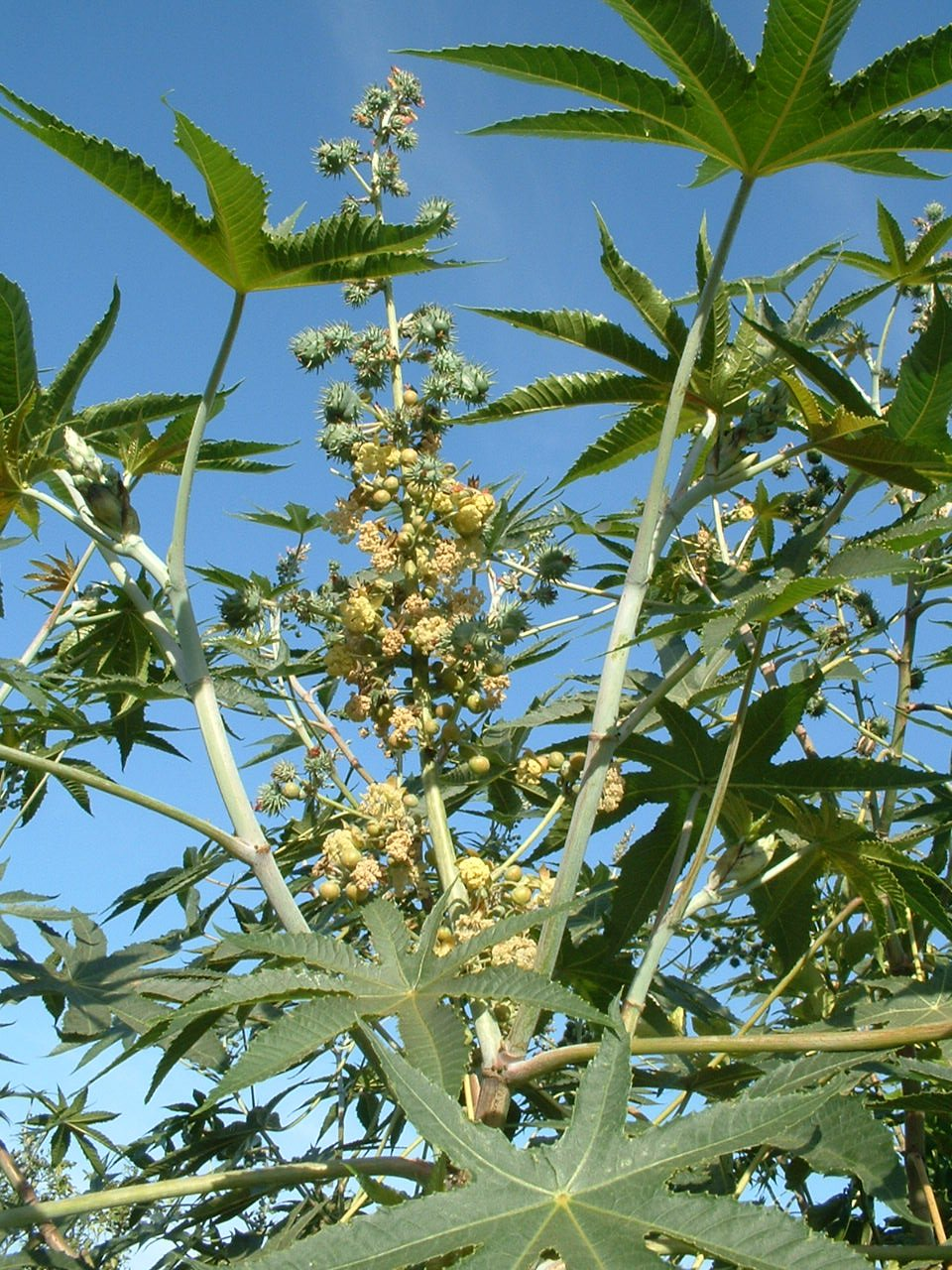
Клещевина

- Растения с непереносимым для мух запахом. Во дворе под окнами, вокруг мусоросборника или около туалета хорошо посадить ореховые деревья, черёмуху, кусты смородины или бузины, клещевину. Лучший вариант для квартир — герань или клещевина в горшке, а также букет из пижмы.
- Ультразвуковой отпугиватель для мух.
- Вещества с непереносимым для мух запахом. Фумигатор с пластинами при нагревании выделяет химическое вещество, которое убивает или отпугивает насекомых. Мухи плохо переносят запах уксуса, поэтому можно обильно смазывать оконные проёмы уксусным раствором.
- Репелленты для защиты от нападений мух на открытом воздухе и в лесу.

### Истребительные мероприятия
Для дезинсекции (уничтожения насекомых, способных переносить трансмиссивные болезни) используют различные инсектициды. Инсектициды для уничтожения личинок и куколок называются ларвициды. Химические средства не рекомендуется применять, если в доме есть маленькие дети или домашние питомцы.

### Механические средства
Основным механическим средством защиты от эндофильных мух (которые проводят жизнь в жилье людей или помещениях для скота) является засечевание окон и дверных проёмов (для помещений, двери в которые подолгу бывают открытыми). Если москитная сетка выполнила свою задачу не полностью, липкая лента может послужить ловушкой для случайно залетевших насекомых.

### Профилактические мероприятия
Цель профилактических мероприятий – лишить мух источников питания и условий для размножения. Следует помнить, что мухи залетают в дом человека за пищей. Поэтому дом надо содержать в чистоте: не оставлять на столе крошки и остатки пищи, убирать продукты в холодильник или закрывать их крышками, регулярно выносить мусор, проводить влажную уборку. Чтобы самки не могли откладывать яйца, рекомендуется 1-2 раза в месяц обрабатывать дезинфицирующими средствами выгребные ямы, временные уборные, ёмкости для твердых отбросов. Сбор, хранение и вывоз бытовых отходов должны осуществляться в соответствии со СНИПами и санитарно-эпидемиологическими требованиями.

## Виды синантропных мух

### СемействоНастоящие мухи(сем.Muscidae)

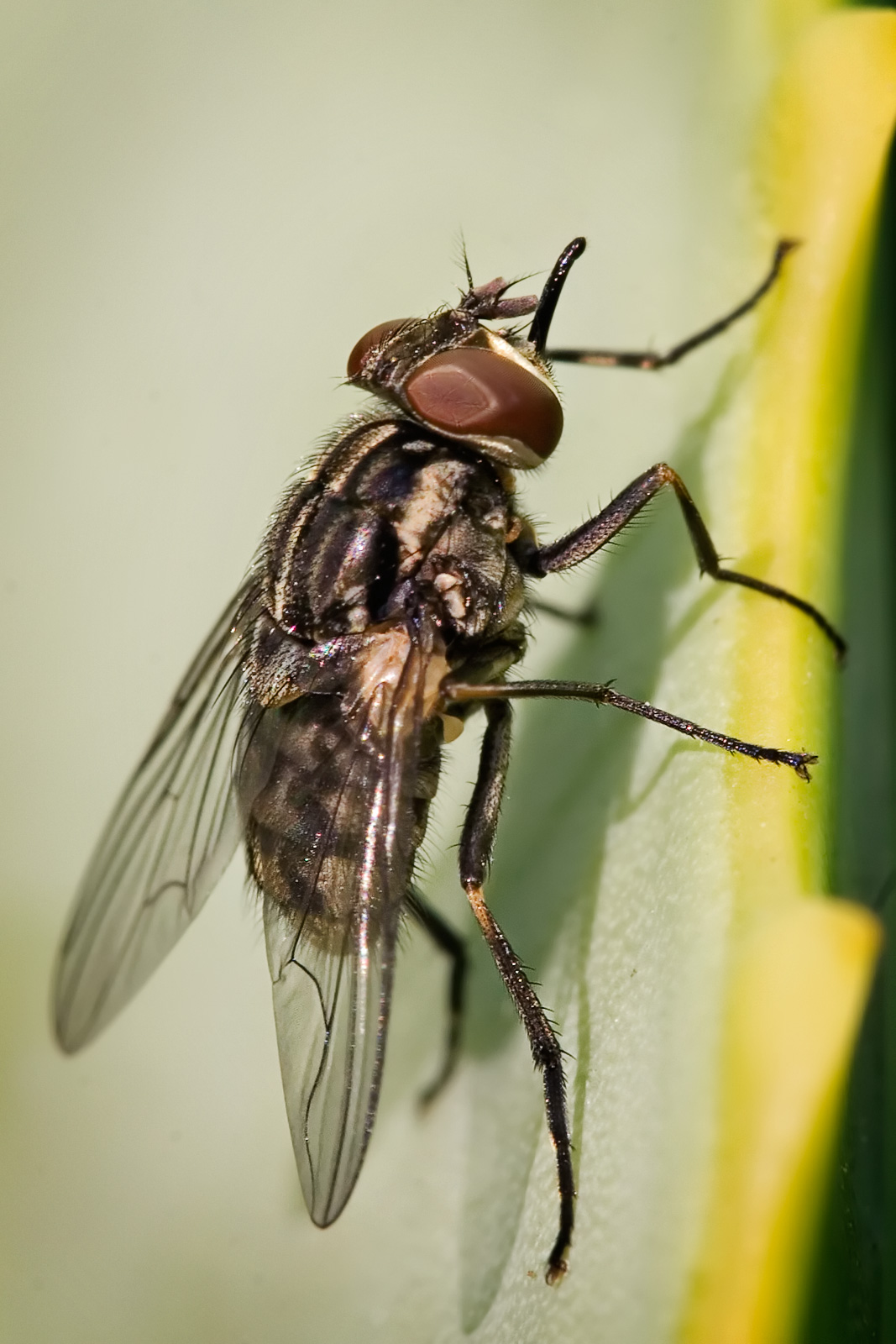
Осенняя жигалка

Комнатная муха (Musca domestica L.). Распространена повсеместно. Для созревания яиц самке необходима белковая пища. При благоприятных условиях  размножается круглый год. В холодных помещениях переживает зиму в неактивном состоянии и пробуждается при температуре наружного воздуха выше 10 градусов. Является переносчиком возбудителей кишечных инфекций, глазных болезней и туберкулёза. Личинки могут вызывать тканевые и кишечные миазы.
Базарная муха (Musca sorbens Wiedemann). Распространена в Закавказье, Средней Азии, Казахстане. В России встречается в субтропической зоне. M. sorbens размножается только в тех населённых пунктах, где на земле присутствуют экскременты человека. Питаются мухи фруктовыми соками, мясом, молочными продуктами. Охотно нападают на человека, подлизывая пот, выделения слизистых оболочек глаз и кровянистый экссудат ран. M. sorbens играет важную роль в распространении глазных болезней и кишечных инфекций.
Осенняя жигалка (Stomoxys calcitrans L.). Распространена повсеместно (кроме крайнего севера). Stomoxys calcitrans — поселковый вид, тесно связанный с населёнными пунктами, в которых есть домашние животные. Осенняя жигалка — облигатный гематофаг; самки и самцы питаются кровью, нападая преимущественно на крупный рогатый скот и лошадей, но иногда и на человека. Stomoxys calcitrans является  механическим переносчиком стафилококков, а также возбудителей сибирской язвы и туляремии..

### Семейство Синие или зелёные мясные мухи (Падальные мухи) (сем.Calliphoridae)
Муха синяя мясная (Calliphora uralensis Vill.). Ареал вида в России – северные  и центральные районы. Основные места выплода — неканализационные уборные (деревенские туалеты ). Calliphora uralensis — переносчик кишечных инфекций и инвазий.
Муха синяя красноголовая (Calliphora vicina R.D.) распространена в Европейской части, на Кавказе, в Сибири, в Средней Азии. Личинки развивается в трупах млекопитающих, мясных отходах, неглубоких (до 1 м) скотомогильниках. Взрослые мухи встречаются в садах и на рынках. Многочисленны весной и осенью. Принимают участие в распространении кишечных инфекций. Личинки могут вызывать тканевые и даже кишечные миазы.
Род Зелёные мясные мухи (Lucilia)  входит в состав семейства  Синие или зелёные мясные мухи (сем. Calliphoridae). Наиболее известными представителями рода являются  Lucilia illustris и Lucilia sericata. Первый вид распространен преимущественно в северных районах, а второй — на юге. Оба вида считаются факультативно-поселковыми и являются факультативными эндофилами. Взрослые особи обитают на рынках, бойнях, местах открытой продажи пищи. В дома залетают редко. Питаются мясом, фекалиями, ягодами и фруктами. Личинки развиваются в трупах животных, мясных отходах на бойнях, кухонных отбросах, фекалиях, а также в свежей и малосольной рыбе на рыбных промыслах. Lucilia известны как переносчики кишечных инфекций и полиомиелита. Личинки могут вызывать тканевые миазы..

### СемействоСерые мясные мухи(сем.Sarcophagidae)

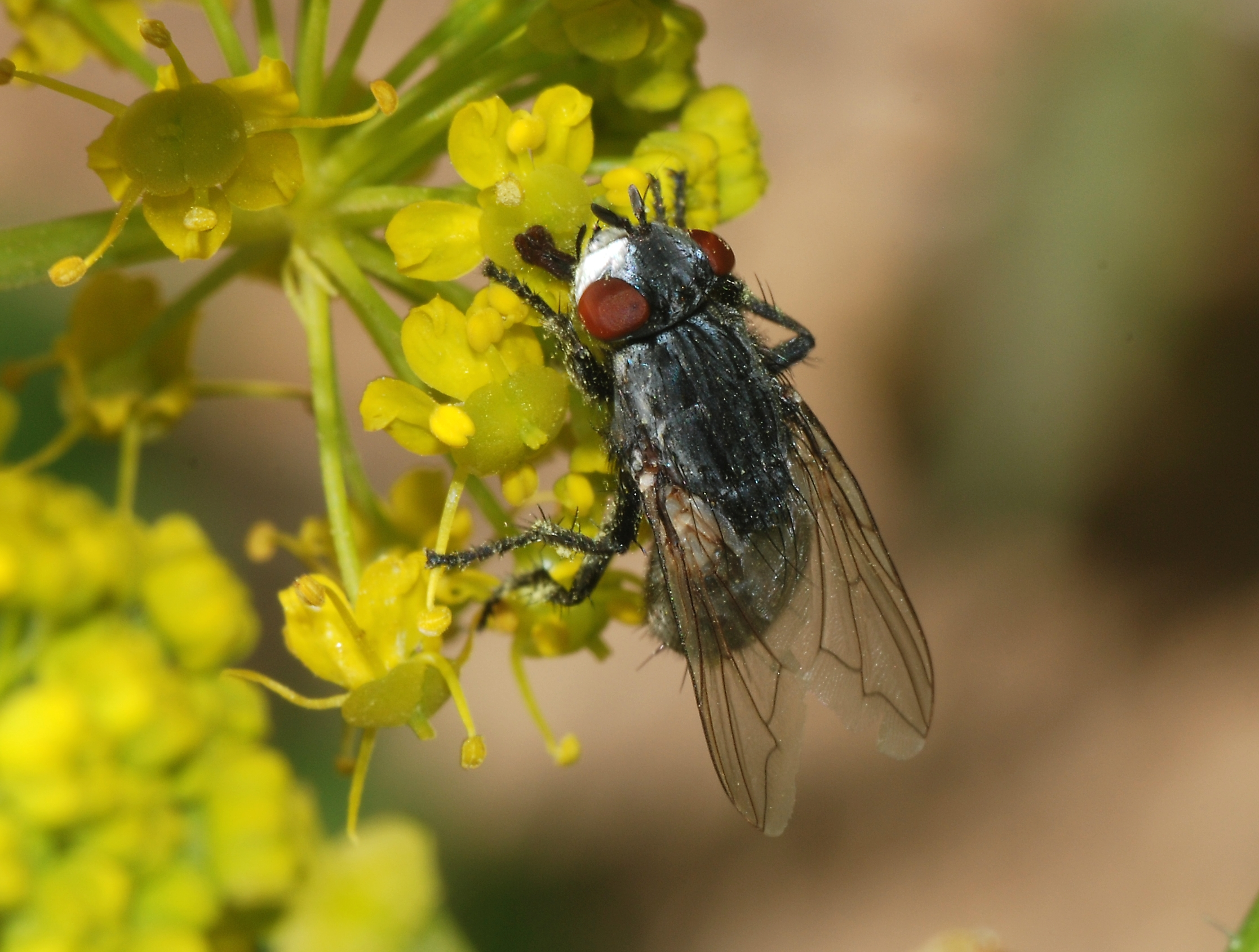
Вольфартова муха

Включает много синантропных видов. Наиболее широко распространёнными являются Bercaea haemorrhoidalis Flln. (= Coprosarcophaga haemorrhoidalis), Ravinia striata F., Bellieria melanura Mg. Это полупоселковые виды. Однако их численность в населённых пунктах выше, чем в природе. Личинки развиваются в экскрементах человека и животных, в кухонных отбросах. Взрослые особи — факультативные копрофаги. Имаго питаются экскрементами, мясом, ягодами и фруктами.  Степень экзофильности Sarcophagidae  неодинакова в разных природных зонах. В средней полосе России саркофаги ведут себя как экзофилы. В южных районах при высокой температуре воздуха они залетают в помещения.  В сем. Sarcophagidae имеются представители некрофагов. Самки семейства серых мясных мух живородящи: рождают мелких личинок I стадии.
К семейству Серые мясные мухи (сем. Sarcophagidae) относится и печально известная Вольфартова муха (Wohlfahrtia magnifica Schin.). Личинки развиваются как облигатные паразиты животных, реже человека. У каждой самки формируется от 100 до 200 личинок, По мере созревания личинок самка откладывает их на ссадины, раны, слизистые оболочки животных и человека. Личинки питаются живыми тканями. Могут выедать обширные участки мышц, причиняя животным страдания..

### СемействоСырные мухи(сем.Piophilidae)
Наиболее известный  представитель семейства — сырная муха Piophila casei L. Типичные места обитания — продуктовые склады, рыбокомбинаты, рыбные промыслы. Личинки развиваются на свежей, солёной или копчёной рыбе, икре, сыре, ветчине, свином сале.  Личинки сырной мухи могут вызывать кишечные миазы.  Piophila casei причиняет значительный ущерб рыбному хозяйству и продовольственным запасам.

### СемействоДрозофилы(сем.Drosophilidae)
Мухи распространены повсеместно. Для многих видов типичными местами обитания являются дома, винные и фруктовые заводы и склады. Личинки развиваются преимущественно в бродящих веществах растительного происхождения — портящихся фруктах и овощах, прокисающих соках, компотах, маринадах, пивном сусле, вине. Проглоченные вместе с пищей личинки могут вызывать кишечные миазы.

### СемействоКровососки(сем.Hippoboscidae)
Мухи имеют характерный внешний вид: плоское тело, широко расставленные тазики ног, массивные зубчатые коготки на лапках. Взрослые особи кровососущи. Являются постоянными паразитами теплокровных животных. Некоторые виды нападают на человека. Самки живородящи, откладывают готовых к окукливанию личинок.
В лесах обитает Lipoptena servi L., Оленья кровососка. Обычно нападает на лошадей, крупный рогатый скот и сильно беспокоит животных. Может нападать на человека. Уколы мух вызывают раздражения кожи.
В населённых пунктах встречаются Лошадиная кровососка (Hippobosca equina L.) и Собачья кровососка (Hippoboska longipennis L. = Hippoboska capensis Olf.). Эти виды после нападения на животных не сбрасывают крылья. Последние сохраняются в течение всей жизни имаго. Могут нападать на человека. Оленьи кровососки переносят спирохеты (возбудители болезни Лайма).

### СемействоОвода(Oestridae)
Все овода — пастбищные насекомые. Личинки оводов — облигатные паразиты животных.

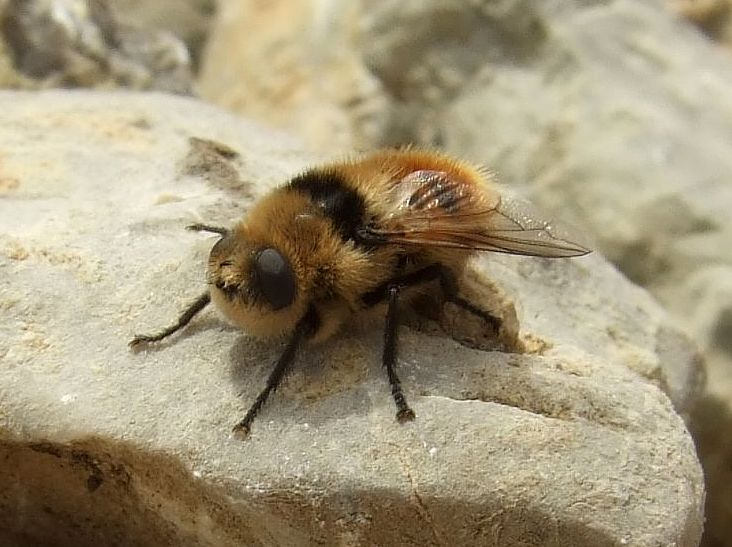
Овод

Желудочные овода (подсем. Gasterophilinae). Типичный представитель семейства — желудочный овод лошадиный (Gasterophilus intestinalis Deg.). Массовый паразит лошадей и ослов. Распространён повсеместно. Самка откладывает яйца на волосяной покров головы и конечностей хозяина, а также на его кормовые растения. Вылупившиеся личинки активно или с пищей проникают в пищеварительный тракт. Здесь они созревают и выходят наружу вместе с испражнениями. Личинки при активном продвижении внедряются в кожу и проделывают в ней ходы, нарушая целостность кожного покрова и вызывая сильный зуд. Паразитирование личинок оводов в желудке вызывает катары.
Подкожные овода (подсем. Hypodermatinae). Наиболее известный и многочисленный вид — подкожный овод бычий (Hypoderma bovis L.). Распространён повсеместно, кроме Крайнего Севера. Паразит крупного рогатого скота. Самка прикрепляет яйца поодиночке к волосам на тела хозяина. Вылупившиеся личинки внедряются через кожу в организм животного и мигрируют в тканях, вызывая миазы. Перед линькой во II стадию они выходят под кожу спины хозяина, образуя желваки с отверстиями (свищами). Через свищи поступает воздух к дыхальцам личинок и осуществляется их выход наружу. Описаны случаи проникновения личинок подкожного овода в мозг человека с летальным исходом.
Полостные овода (подсем. Oestrinae).  Наибольшее значение имеют полостной овечий овод (Oestrus ovis L.) и русский овод (Rhinoestrus purpureus Br.). Первый вид паразитирует на домашних овцах и козах, а второй — на лошадях и ослах. Самки рождают личинок, которых на лету выбрызгивают в ноздри и глаза животных или человека. Личинки паразитируют на веке, слизистой оболочке глаза и носа, внутри глазного яблока. При проникновении внутрь головы личинки локализуются в носовых и лобных пазухах, решетчатой кости, в глотке. Полостные оводы являются эндопаразитами и вызывают полостные миазы.